# Григориу, Милтиадис
Милтиадис Григориу (греч. Μιλτιάδης Γρηγορίου, род. 23 марта 1935) — греческий шахматист, международный мастер (1975).
Чемпион Греции 1974 года.
В составе сборной Греции участник четырех Балканиад (1975, 1976, 1977 и 1979); выиграл 2 бронзовые медали в индивидуальном зачёте: 1976 (играл на 2-й доске) и 1977 (играл на 6-й доске).
Бронзовый призер международного турнира в Калитее (1978). Набрал 6½ из 11, на полтора очка отстал от победителей турнира П. Великова и Кр. Георгиева.